# Culicoides denningi
Culicoides denningi is een muggensoort uit de familie van de knutten (Ceratopogonidae). De wetenschappelijke naam van de soort is voor het eerst geldig gepubliceerd in 1954 door Foote and Pratt.